# مسجد جيجاوينغ

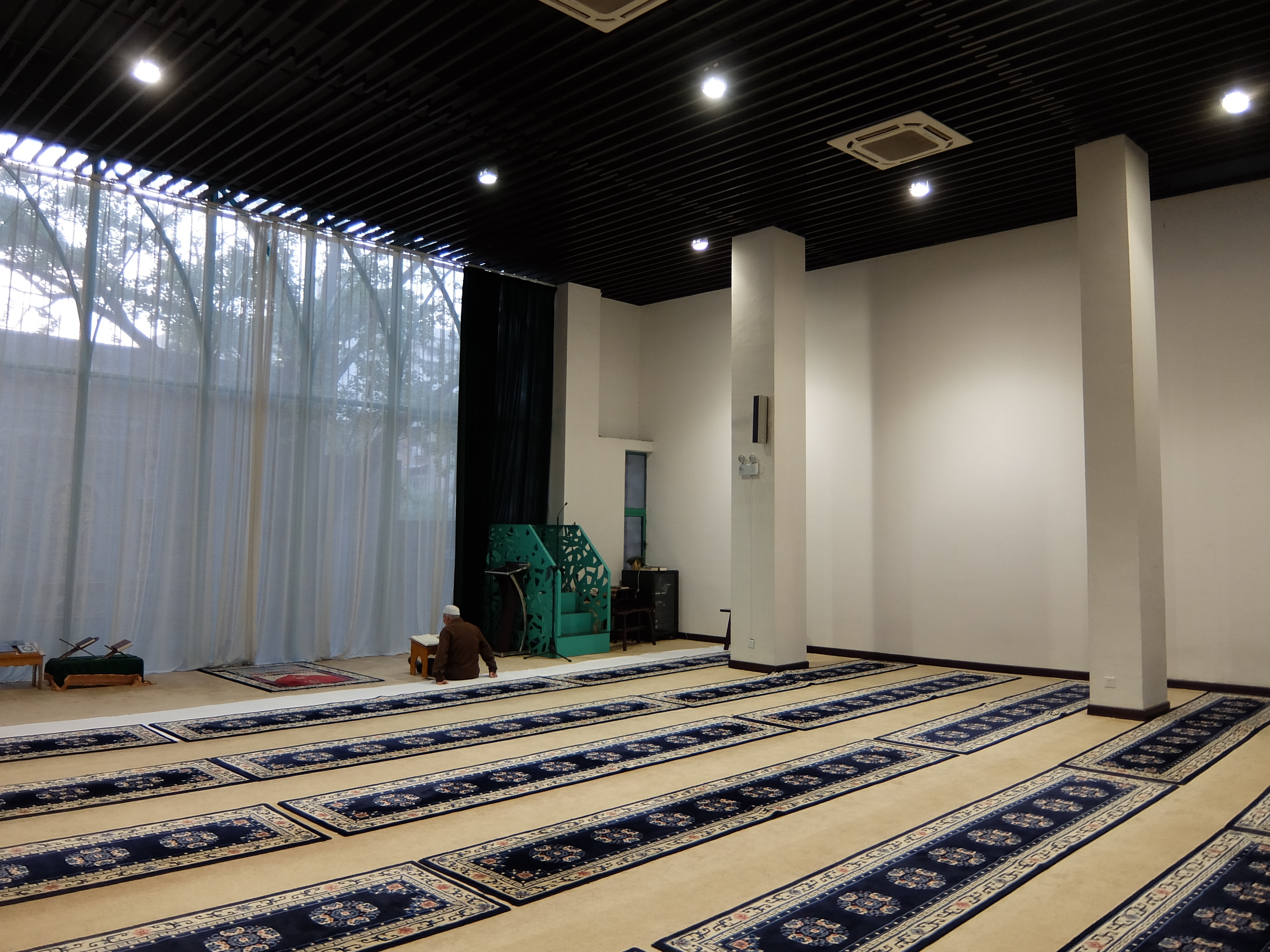
المسجد من الداخل

مسجد جيجاوينغ (بالصينية:吉兆营清真寺) في حي شوان وو في مدينة نانجينغ عاصمة مقاطعة جيانغسو في الصين . 

## التاريخ
أعيد بناء قاعة الصلاة في المسجد في عام 1912. وفي عام 1987 ، رمم المسجد بأموال جمعتها الجمعية الإسلامية في نانجينغ. 

## الهندسة المعمارية
تبلغ مساحة المسجد 815.1 م 2 .  فيه 4 طوابق كذلك فيه غرفة حراسة، مطبخ، قاعة اجتماعات، حمامات، قاعة الصلاة الرئيسية، غرفة الاستقبال، مكتب الإمام، غرفة الاجتماع ومكتب لموظفي المسجد.

## وسائل النقل
يمكن الوصول إلى المسجد عبر استقلال مترو نانيجنغ والنزول في محطة جوجيانغ لو (بالصينية:珠江路站).